# Festuca taurica
Festuca taurica är en gräsart som först beskrevs av Eduard Hackel, och fick sitt nu gällande namn av Anton Joseph Kerner och Eduard Hackel. Festuca taurica ingår i släktet svinglar, och familjen gräs. Inga underarter finns listade i Catalogue of Life.